# CZAW Parrot
CZAW Parrot, znan tudi kot CSA Parrot ("papiga" oz. "čvekač") je enomotorno propelersko športno letalo češkega proizvajalca Czech Sport Aircraft (CZAW). Prvi let je bil 15. junija 2005.Parrot ima visokonameščeno krilo in fiksno pristajalno podvozje tipa tricikel. Do maja 2008 so zgradili samo tri primerke, so pa na podlagi tega letala so razvili verzijo PS-10 Tourer, ki je prvič poletela 6. decembra 2010. 

## Specifikacije (Parrot)
Splošne značilnosti
- Posadka: 1 pilot
- Število sedežev: 1 potnik
- Razpon kril: 11,4 m (37 ft 5 in)
- Površina kril: 9,5 m2 (102 sq ft)
- Teža praznega letala: 360 kg (794 lb)
- Bruto teža: 600 kg (1.323 lb)
- Kapaciteta goriva: 100 litrov
- Pogon letala: 1 × Rotax 912ULS 4-valjni štiritaktni motor, 75 kW (101 hp)

Zmogljivost
- Potovalna hitrost: 206 km/h (128 mph; 111 kn)
- Hitrost pri porušitvi vzgona: 56 km/h (35 mph; 30 kn)
- Hitrost vzpenjanja: 10 m/s (2.000 ft/min)